# Arthur Foulkes
Arthur Alexander Foulkes (11 de mayo de 1928) es un político bahamés que ocupa el cargo de Gobernador General de Bahamas desde el 14 de abril de 2010, sustituyendo a Arthur Dion Hanna.
Su carrera política comenzó en 1967 al ser elegido para el Parlamento de Bahamas. En el gobierno de Lynden Pindling fue Ministro de Comunicación y después de Turismo. En 1971 fue uno de los fundadores del Free National Movement y fue nombrado senador entre 1972 y 1977 antes de volver a la Asamblea en 1982.